# جيدا دوفنجي
جيداء دوفنجي (بالتركية: Ceyda Düvenci)‏ مواليد (16 أبريل 1977)، بورصة في تركيا ممثلة مسلسلات تركية.

## عن حياتها
تعد جيداء دوفنجي الطفلة الوحيدة لإسماعيل وزمروت دوفنجي. والد جيداء من سالونيك أما والدتها من محافظة قرقرلر ايلي. تخرجت جيداء من مدرسة كاديكوي الأناضولية الثانوية ومن كلية الإقتصاد بجامعة مرمرة. وفي عام 1995 بدأت التمثيل بالمسلسل التلفزيوني «التباهي بالحب» لكانديمير كوندوك. وفي عام 1997 أنُتخبت كملكة الجمال الثالثة بتركيا في مسابقة ملكة جمال تركيا التي ينظمها تلفزيون ستار. وعندما أعُلن عن أنها ملكة الجمال الثالثة بتركيا شعرت جيداء بمشاعر قوية للغاية حيث أنها لم تكن تصدق هذا. وأن تلك اللحظة هي التي فتحت لها أبواب الشهرة. وكانت مذيعة في برنامج «صباح الخير» التي تقدمه شبنم دونمز كأول عمل لها. وكانت جيداء هي ابنتُنا المشهورة في الشارع والمعجب بها.
وفي عام 2000 تزوجت جيداء بالفنان كان جيرجن. وأخذت استراحة من العمل لفترة من الوقت. وفي عام 2002 انتهى هذا الزواج الحزين. كانت تعمل جيداء دائماً في ورش التمثيل والفئات الإيطالية وستوديو «قراءة الأفلام» بجامعة المعلومات وذلك من أجل تعويض الوقت الضائع. بدأت جيداء التقاط الصور وطباعتها في غرف مظلمة وبدأت أيضا في أن تحدد أهدافها مثل مشاهدة 45 فيلماً في المهرجانات السينمائية. وعندما سعت لذلك بدأت في أن تهتم بذلك بشكل أكثر. أولا، قامت بدور البطولة في مسلسل «المستبد» مع الفنان محسون كيرميزغول. وبعد ذلك مثلت في مسلسلات مثل «إعفِ عنها مرة أخرى»، و «منسق بشكل جيد» و «أنيق الوجه واليد» مع الفنان هيل سويجازي والفنان أوزليم تكين ولكنها مثلت أيضا في «الناس الهوجاء» و «ماكي». وجسدت جيداء شخصبة «بينو» في مسلسل «ألف ليلة وليلة» والذي بُث على شاشة قناة دي.
كانت جيداء دوفنجي ناجحة للغاية في المسرحيات التي قامت ببطولتها. ورشُحت جيداء لجائزة أفضل ممثلة كوميدية بجوائز سليم ناشط عن دورها في مسرحية «علاقات قريبة من ثلاثة أشخاص». وفي عام 2008 مثلت بمسرحية «سورمانشيت» التي ألفها سنان توزجو.
وفي 17 أغسطس عام 2008 تزوجت الفنانة الجميلة جيداء دوفنجي برجل الأعمال إنجين أكجون. وبعد هذا الزواج أنجبت طفلة باسم ميليسا نور. ولكن لم يكن زواج جيداء دوفنجي على ما يرام وفي 4 فبراير عام 2013 طُلقت من زوجها الصحفي إنجين أكجون. لعبت جيداء دوفنجي دور مغنية الكبارية في فيلم «فخ التنين» من إنتاج الإذاعة والتلفزيون التركية وقد أخرجه أوغور يوجل وقد أصٌدر الفيلم في 22 يناير عام 2010.
و أخيراً جسدت جيداء دوفنجي شخصية أليف وهي أم لثلاثة أطفال بمسلسل «نساء حائرات» والذي بُث أولا على شاشة قناة تلفزيون دي (2011-2012) ثم بُث بعد ذلك على شاشة قناة تلفزيون فوكس (2013 – 2014) وهو من إنتاج فاتح أكسوي في عام 2011 وآخر اعمالها الفنيه مسلسل مارال حيث جسدت شخصيه دينيز مع النجمة هازال كايا والنجم اراس بولوت 2015 .

## فيلموجرافي (مسيرتها الفنية)
•	فخ التنين (2010)
•	كان يا ما كان (2005)
•	مرحباً بكم في الحياة (2004)
•	عندما عُزل عبد الحميد (2003)
•	كل شئ سيكون رائعاً للغاية (1998)

## المسرح
•	سورمانشيت (2008)
•	أوبريت عائشة (2006)
•	علاقات قريبة من ثلاثة أشخاص (2001- 2003)

## المسلسلات
- 2011- 2015 نساء حائرات – مسلسل تلفزيوني – إنتاج \ أوزلم بايشو أونلو & أيلم كوزا \ قناة فوكس

• 2010 شن يوفا – مسلسل تلفزيوني – إنتاج \ هاكان ألجول \ قناة أيه تي في
•	2007 – 2009 ألف ليلة و ليلة – مسلسل تلفزيوني – إنتاج \ قدرت سابانجي \ قناة دي
•	2006 الشوق – مسلسل تلفزيوني – إنتاج \ أمُيت إيفيكان \ قناة دي
•	2005 ماكي – مسلسل تلفزيوني – إنتاج \ زينب جوناي \ قناة شو
•	2004 الناس الهوجاء – مسلسل تلفزيوني – إنتاج \ نهاد دوراك \ قناة شو
•	2004 إعفو عنها مرة أخرى – مسلسل تلفزيوني - إنتاج \ جول أوغوز \ قناة دي
•	2003 المستبد – مسلسل تلفزيوني – إنتاج \ فاروق تيبير \ قناة ستار
•	2002 طبيبي المريض – مسلسل تلفزيوني – إنتاج \ آرام جوليوز \ قناة دي
•	2002 هكذا الحب – مسلسل تلفزيوني – إنتاج \ فاروق أكسوي \ قناة تي جي أر تي
•	2000 إحذر من الطفل – مسلسل تلفزيوني – إنتاج \صميم ديير & خالوك بنير \ قناة تي أر تي
•	1998 هل سيكون كذلك – مسلسل تلفزيوني – إنتاج \ شاهين جوك \ قناة أيه تي في
•	1998 الأب – فيلم تلفزيوني – إنتاج \ إردين كورال \ قناة أيه تي في
•	1998 هل تكون والدي – فيلم تلفزيوني – إنتاج \ شاهين جوك \ قناة أيه تي في
•	1998 الحياة المفعمة بالحيوية – فيلم تلفزيوني – إنتاج \ أميت إفيكان \ قناة أيه تي في
•	1998 تاكسي الأزهار – مسلسل تلفزيوني – إنتاج \ أميت إفيكان \ قناة تي أر تي
•	1998 إغفرلنا يا أستاذي – مسلسل تلفزيوني – إنتاج \ خالد رفيغ \ قناة شو
•	1997 الفرقة الأخيرة – مسلسل تلفزيوني – إنتاج \ خالدون دورمن \ قناة دي
•	1997 المجانين الجذابين – مسلسل تلفزيوني – إنتاج \ آرام جوليوز \ قناة أيه تي في
•	1997 المجنون ديفانا – مسلسل تلفزيوني – إنتاج \ راباهت بالتاجي \ قناة ستار
•	1997 الراحلون – مسلسل تلفزيوني – إنتاج \ نهاد دوراك \ قناة ستار
•	1996 التباهي بالحب – مسلسل تلفزيوني – إنتاج \ كانديمير كوندوك \ قناة شو

## البرامجالتلفزيونية
•	2013 طبيبي \ ماذا يحدث في منزلنا قناة دي عام 2005 \ يقول الطفل لا ترحل قناة دي عام 2003 \ قناة تي أر تي 1
•	2001 ليلة أخرى \ قناة تي أر تي 1
•	2000 ساعة تلذذ \ قناة شو
•	1998 الآن حان دورك \ قناة أيه تي في
•	1997 هيا بنا نختار \ قناة أيه تي في
•	1997 صباح الخير \ قناة ستار
•	1996 بنات جميلة \ القناة السادسة
•	1996 نمط الحياة \ القناة السادسة

## وصلات خارجية
- جيدا دوفنجي على موقع IMDb (الإنجليزية)
- جيدا دوفنجي على موقع ألو سيني (الفرنسية)
- جيدا دوفنجي على موقع أول موفي (الإنجليزية)
- جيدا دوفنجي على موقع قاعدة بيانات الفيلم (الإنجليزية)
- جيدا دوفنجي على موقع كينوبويسك (الروسية)

الموقع الرسمي
ألف ليلة وليلة